# John Drew Barrymore
John Drew Barrymore nascido John Blyth Barrymore Jr (Los Angeles, 4 de junho de 1932 - Los Angeles, 29 de novembro de 2004) foi um ator de cinema americano e membro da família de atores Barrymore, que incluía seu pai, John Barrymore, e os irmãos de seu pai, Lionel e Ethel. Ele era pai de quatro filhos, incluindo o ator John Blyth Barrymore e a atriz Drew Barrymore.

## Biografia
Barrymore nasceu em Los Angeles, filho de John Barrymore (nascido John Blyth) e da atriz de cinema mudo Dolores Costello. Seus pais se separaram quando ele tinha 18 meses e ele raramente via o pai depois disso. Educado em escolas particulares, ele estreou no cinema aos 17 anos, anunciado como John Barrymore Jr. Uma das escolas que frequentou foi a Hollywood Professional School. Em 1945, aos 13 anos, Barrymore e seu primo Dirk Drew Davenport se alistaram na Marinha dos Estados Unidos para lutar na Segunda Guerra Mundial, se passando por jovens de 17 anos. Como ambos eram altos para a idade, os militares só descobriram várias semanas depois que os meninos estavam abaixo da idade mínima de alistamento e foram posteriormente mandados para casa.

## Carreira

### primeiros filmes

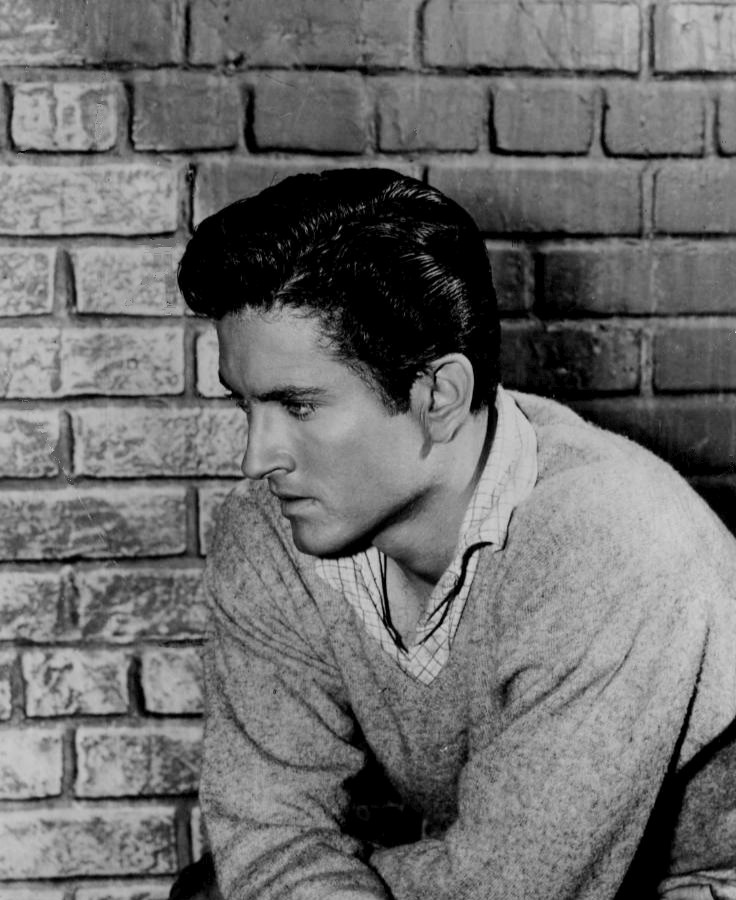
Barrymore em 1953

A carreira cinematográfica de Barrymore começou com um pequeno papel em The Sundowners (1950), um faroeste com Robert Preston. Como era menor de idade, precisava da autorização da mãe. Sua taxa foi de $ 7.500. Ele foi promovido a protagonista apenas em seu segundo filme, Western High Lonesome (1950), escrito e dirigido por Alan Le May, que também escreveu o próximo filme de Barrymore, Quebec (1951). Ele estrelou The Big Night (1951), escrito e dirigido por Joseph Losey, e esteve em Thunderbirds (1952) com John Derek na Republic. Em 1953, ele foi preso brevemente por não comparecer a três antigas acusações de trânsito.

### Televisão
Os filmes de Barrymore não tiveram muito sucesso. Ele se mudou para a televisão, estrelando programas como Schlitz Playhouse e The 20th Century-Fox Hour. Em 1957 dirigiu um episódio do Matinee Theatre, "One for All". “A televisão me dá a chance de fazer o que o cinema não deu”, disse ele. Em 1955, Barrymore foi processado pela Lanny Budd Productions por não fazer uma série de filmes na Europa. Barrymore contestou.
Barrymore voltou ao cinema com papéis coadjuvantes em While the City Sleeps (1956), do diretor Fritz Lang, e The Shadow on the Window (1957). Em 1957, ele apareceu em uma produção de Romeu e Julieta no Pasadena Playhouse com Margaret O'Brien.
Ele teve um papel coadjuvante em High School Confidential! (1958) na MGM, e o protagonista em Never Love a Stranger e no drama inter-racial da MGM, Night of the Quarter Moon (1959) com Julie London. Em dezembro de 1958, ele foi condenado a três fins de semana de prisão após uma briga pública embriagada com sua esposa em um estacionamento. Em janeiro de 1959, sua ex-esposa processou por falta de pagamento de pensão alimentícia. Em março de 1959, ele foi preso por suspeita de dirigir embriagado e atropelado. Em outubro de 1959, ele deixou a companhia de turnês Look Homeward, Angel após uma semana e meia de ensaios.

### Europa
Barrymore viajou para a Itália para estrelar The Cossacks (1960) com Edmund Purdom. O ator ficou na Itália pelos próximos anos, com papéis principais ou elenco principal, incluindo aparições em The Night They Killed Rasputin (1960, interpretando Felix Yusupov), The Pharaohs' Woman (1961), The Centurion (1961), The Trojan Horse (1961, interpretando Ulisses), Pôncio Pilatos (1961, interpretando Judas e Jesus), Invasion 1700 (1962) e Rome Against Rome (1964).
Durante seus cinco anos na Europa, Barrymore apareceu no filme britânico The Christine Keeler Story (1963, filmado na Dinamarca) como Stephen Ward.

### Voltar para Los Angeles
Barrymore voltou para Los Angeles. Ele anunciou que fez 16 filmes no exterior, mas "não vou mais fazer nada de ruim. Sinto que estou endireitado e descendo o quarteirão. Em algum lugar perto do quarteirão, perdi metade do meu ego, então não trabalho para receber aplausos." Ele também disse que começou a escrever roteiros. Ele estrelou episódios de várias séries de televisão, incluindo Gunsmoke, Rawhide, The Wild Wild West, Run for Your Life, Jericho, e Dundee and the Culhane, e apareceu no filme para televisão de 1967 Winchester '73.
O comportamento antissocial e errático de Barrymore continuou a obstruir seu progresso profissional. Na década de 1960, ele foi ocasionalmente preso por uso de drogas, embriaguez pública e abuso conjugal. Em 1964, ele foi para a prisão por porte de maconha.

### Anos depois

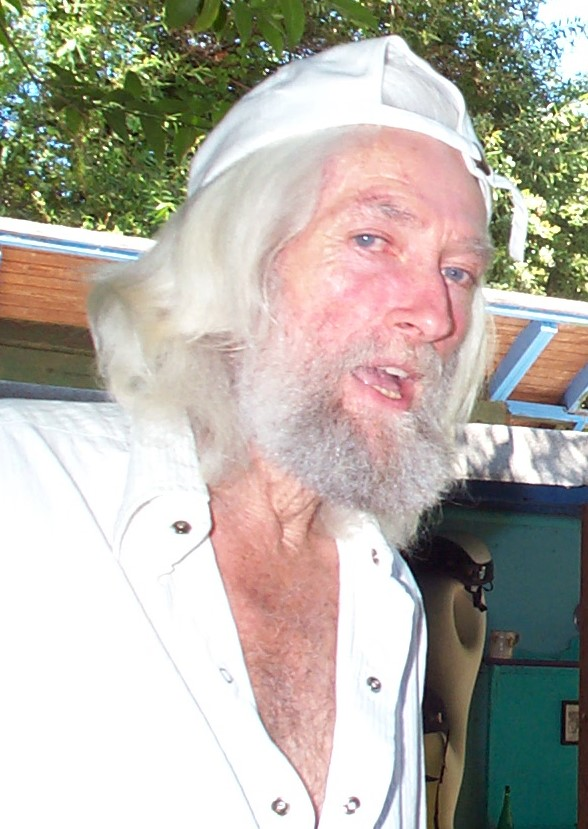
Barrymore em 2001

Em 1967, ele foi preso por posse de drogas após um acidente de carro. Em 1969, ele foi novamente preso por posse de drogas após outro acidente de carro.
Barrymore eventualmente desistiu de atuar, com suas duas últimas aparições sendo um episódio de Kung Fu de 1974 e um papel não creditado no filme de 1976 Baby Blue Marine . Barrymore sofria dos mesmos problemas de dependência que destruíram seu pai. Embora continuasse a aparecer ocasionalmente na tela, ele se tornou recluso, desaparecendo no deserto para viver uma existência mística que também foi descrita como abandonada. Ele foi afastado de sua família, incluindo seus filhos, e seu estilo de vida continuou a piorar à medida que sua saúde física e mental se deteriorava.
Em 2003, sua filha Drew o mudou para perto de sua casa, apesar de seu afastamento. Ela pagou suas contas médicas até sua morte de câncer no ano seguinte, aos 72 anos. Ela espalhou suas cinzas no Joshua Tree National Park, o lugar favorito de John. Ele tem uma estrela na Calçada da Fama de Hollywood por suas contribuições à televisão.

## Vida pessoal
Seu primeiro casamento foi com a atriz Cara Williams em 1952; eles tiveram um filho, John Blyth Barrymore (nascido em 1954), antes de se divorciarem em 1959. Um ano depois, em 1960, Barrymore se casou com Gabriella Palazzoli. A filha deles, Blyth Dolores Barrymore, nasceu no mesmo ano. O casamento durou 10 anos antes de terminar em divórcio em 1970.
- Cara Williams (1953–1959) (divorciada) (1 filho)
  - John Blyth Barrymore III, nascido em 15 de maio de 1954
- Gabriella Palazzoli (1960–1970) (divorciada) (1 filho)
  - Blyth Dolores Barrymore, nascida em 1960
- Ildiko Jaid Mako (1971–1984) (divorciado) (1 filho)
  - Drew Barrymore, nascido em 22 de fevereiro de 1975
- Nina Wayne (1985–1994) (divorciados)  (1 filho)
  - Brahma (Jessica) Blyth Barrymore (1966–2014)[27]

## Filmografia
- The Sundowners (1950) – Jeff Cloud
- High Lonesome (1950) – Cooncat
- Quebec (1951) – Mark Douglas
- The Big Night (1951) – George La Main
- Thunderbirds (1952) – Pvt. Tom McCreery
- While the City Sleeps (1956) – Robert Manners
- The Shadow on the Window (1957) – Jess Reber
- High School Confidential (1958) – J.I. Coleridge
- Never Love a Stranger (1958) – Francis 'Frankie' Kane
- Desilu Playhouse (1958, episódio: "Silent Thunder")
- Night of the Quarter Moon (1959) – Roderic 'Chuck' Nelson
- The Cossacks (1960) – Jamal
- The Night They Killed Rasputin (1960) – Príncipe Felix Yousoupoff
- The Pharaohs' Woman (1960) – Sabaku prince of Bubastis
- The Centurion (1961) – Diaeus
- The Trojan Horse (1961) – Ulysses
- Pontius Pilate (1962) – Judas/Jesus
- Invasion 1700 (1962) – Bohun
- Weapons of War (1963) – Lotario Duchesca
- The Keeler Affair (1963) – Dr. Stephen Ward
- Death on the Four Poster (1964) – Anthony
- Crimine a due (1964) – Paul Morand
- The Wild Wild West (1965, episódio: "The Night of the Double-Edged Knife") – American Knife
- Gunsmoke (1965, TV series) – Mace Gore / Anderson
- Winchester '73 (1967, TV movie) – Preacher
- The Clones (1973) – Brooks Brothers Hippie
- Kung Fu (1974, episodio: "A Dream Within a Dream") – Alex McGregor
- Baby Blue Marine (1976)